# Cribralaria pseudosolomonensis
Cribralaria pseudosolomonensis är en mossdjursart som beskrevs av Tilbrook 2006. Cribralaria pseudosolomonensis ingår i släktet Cribralaria och familjen Cribrilinidae. Inga underarter finns listade i Catalogue of Life.